# Gustav Tiefenthaler
Gotthardt Tiefenthaler, detto Gustav (Untervaldo, 25 luglio 1886 – St. Louis, 14 aprile 1942), è stato un lottatore statunitense.

## Carriera
Partecipò alle gare di lotta dei pesi mosca leggeri ai Giochi olimpici di Saint Louis 1904, dove riuscì a vincere la medaglia di bronzo. Nonostante nel 1904 fosse ancora cittadino svizzero, la sua medaglia viene attribuita agli Stati Uniti.

## Palmarès
In carriera ha conseguito i seguenti risultati:
- Giochi olimpici

St. Louis 1904: una medaglia di bronzo nella lotta libera categoria pesi mosca leggeri.